# El Comité
El Comité é um grupo literário, composto por escritores e intelectuais do México e da Espanha reunidos em torno da revista El Comité 1973. A missão do grupo é "a criação e disseminação de textos literários, a fim de reforçar a cultura de pessoas em todo o mundo. O nome "O Comitê", em termos de grupo de criadores, é claro a partir da publicação em que colaboram e se refere a um Comitê Editorial.

## História
Em 30 de julho de 2012, foi publicada a primeira edição do "El Comité 1973", uma revista fundada e dirigida por Meneses Monroy, e desde então, um número crescente de escritores foi incorporado ao grupo literário que realiza a publicação, entre as quais estão: Asmara Gay, Patricia Oliver, Agustín Cadena, Guadalupe Flores Liera, Claudia Hernández de Valle Arizpe, Daniel Olivares Viniegra, Juan Antonio Rosado Zacarías, Eduardo Torre Cantalapiedra e E.J. Valdés. 

### IV Aniversário
Em setembro de 2016, os membros do Comitê comemoraram seu quarto aniversário na Casa Lamm, apresentando o número 24 da revista, dedicado à tradução.

### V Aniversário
Em 10 de novembro de 2017, o Comitê comemorou seu quinto aniversário no Auditorio de Artistas Urbanos del Centro Cultural del México Contemporáneo.